# إيهار بوكي
إيهار بوكي ((الروسية: Ігар Аляксандравіч Бокій)؛ مواليد 28 يونيو 1994) هو سباح بيلاروسي بارالمبي يعاني من ضعف البصر. تنافس بوكي في 4 دورات بارالمبية من 2012 إلى 2024، وفاز بـ 21 ميدالية ذهبية، و1 فضية، و1 برونزية. وهو أنجح سباح بارالمبي في التاريخ. اعتبارًا من February 2013، يحمل الأرقام القياسية العالمية في مسار طويل S13 في سباقات 100 و 200 و 400 متر حرة، و 50 و 100 متر ظهر و 200 متر فردي متنوع. في عام 2018، تم اختياره كأفضل سباح ذكر معاق في العالم من قبل مجلة عالم السباحة.

## وصلات خارجية
- إيهار بوكي على موقع الاتحاد الدولي للسباحة (الإنجليزية)
- إيهار بوكي على موقع SwimRankings.net (الإنجليزية)
- إيهار بوكي على موقع Paralympic.org (الإنجليزية)
- إيهار بوكي على موقع IPC.InfostradaSports.com (مؤرشف) (الإنجليزية)